# 外村仁
外村 仁（とのむら ひとし 1938年3月 - 2018年12月6日）は、日本の実業家。元野村アセットマネジメント社長。元野村證券副社長。愛知県出身。
1960年名古屋大学経済学部卒業後、野村證券入社。名古屋大学陸上競技部出身。1964年コロンビア大学コロンビア・ビジネス・スクール（アメリカ）にてMBA取得。その後、海外業務畑を歩み、同社ビジネスの国際化を推し進めた。以後、ノムラ・インターナショナル・リミテッド社長、野村證券副社長等を歴任し、1997年野村證券投資信託委託(現野村アセットマネジメント)社長就任。2018年死去。

## 経歴
- 1956年 愛知県立岡崎高等学校卒業
- 1960年 名古屋大学経済学部卒業
- 1960年 野村證券入社
- 1964年 コロンビア大学にてMBA取得
- 1984年 野村證券取締役
- 1984年 ノムラ・インターナショナル・リミテッド（ロンドン）社長
- 1993年 野村證券副社長
- 1997年 野村證券投資信託委託(現野村アセットマネジメント)社長